# Sidi M'Hamed
Sidi M'Hamed (en bereber: ⵙⵉⴷⵉ ⵎⵃⵎⵎⴷ; en árabe: سيدي امحمد‎) es un municipio (baladiyah) de la provincia o valiato de Argel en Argelia. En abril de 2008 tenía una población censada de 63 873 habitantes.
Se encuentra ubicado en el centro-norte del país, junto a la costa del mar Mediterráneo y la ciudad capital del país.